# Kanton Chemin
Der Kanton Chemin war bis 2015 ein französischer Wahlkreis im Département Jura und in der damaligen Region Franche-Comté. Er umfasste elf Gemeinden im Arrondissement Dole; sein Hauptort (frz.: chef-lieu) war Chemin. Die landesweiten Änderungen in der Zusammensetzung der Kantone brachten im März 2015 seine Auflösung. Vertreter im conseil général des Départements war zuletzt von 2011 bis 2015 Jean-Michel Daubigney.

## Gemeinden
- Annoire
- Aumur
- Champdivers
- Chemin
- Longwy-sur-le-Doubs
- Molay
- Peseux
- Petit-Noir
- Saint-Aubin
- Saint-Loup
- Tavaux